# Linnaemya microchaetopsis
Linnaemya microchaetopsis là một loài ruồi trong họ Tachinidae.